# Tabaçô
Tabaçô ist ein Ort und eine ehemalige Gemeinde (Freguesia) im nordportugiesischen Kreis Arcos de Valdevez. In der Gemeinde lebten 355 Einwohner (Stand 30. Juni 2011).
Am 29. September 2013 wurden die Gemeinden Tabaçô und Souto zur neuen Gemeinde União das Freguesias de Souto e Tabaçô zusammengefasst.